# Verwaltung der Stadtgemeinde Kaunas
Die  Verwaltung der Stadtgemeinde Kaunas (lit. Kauno miesto savivaldybės administracija, KMSA) ist die zweitgrößte (nach Mitarbeiterzahl) litauische kommunale Anstalt. Sie bedient den Rat der Stadtgemeinde Kaunas (Kauno miesto savivaldybės taryba). Sie hilft dem Stadtrat in Kaunas seine Funktionen aus zu üben unterstützt bei seinen Aktivitäten. Die Verwaltung hat 853 Mitarbeiter (2013).

## Leitung
- Verwaltungsdirektor: Dainius Ratkelis
- Stellv. Verwaltungsdirektor:  Remigijus Skilandis und 	 Steponas Vaičikauskas

## Quelle
1. ↑  Mitarbeiterzahl